# Hydraschema leptostyla
Hydraschema leptostyla är en skalbaggsart som beskrevs av Lane 1938. Hydraschema leptostyla ingår i släktet Hydraschema och familjen långhorningar. Inga underarter finns listade i Catalogue of Life.